# Alpha Trianguli
Pour les articles homonymes, voir Atria.
Désignations
Alpha Trianguli (α Trianguli / α Tri) est une étoile située dans la constellation du Triangle. Bien que possédant la lettre alpha dans la désignation de Bayer, elle n'est pas l'étoile la plus brillante de la constellation. Elle est également connue sous les noms traditionnels de Metallah, Mothallah, Atria, Ras al Muthallah, Elmuthalleth, Caput Trianguli, Metallakh et Motallakh. Elle partage les noms d'Atria et de Metallah avec Alpha Trianguli Australis.
Le nom Mothallah (de l'arabe Muthallath, signifiant triangle) est officialisé par l'Union Astronomique Internationale le 21 août 2016.